# Kanoshopora droserae
Kanoshopora droserae är en mossdjursart som beskrevs av Ernst, Taylor och Wilson 2007. Kanoshopora droserae ingår i släktet Kanoshopora och familjen Orbiporidae. Inga underarter finns listade i Catalogue of Life.